# Terratrèmol d'Haití del 2010

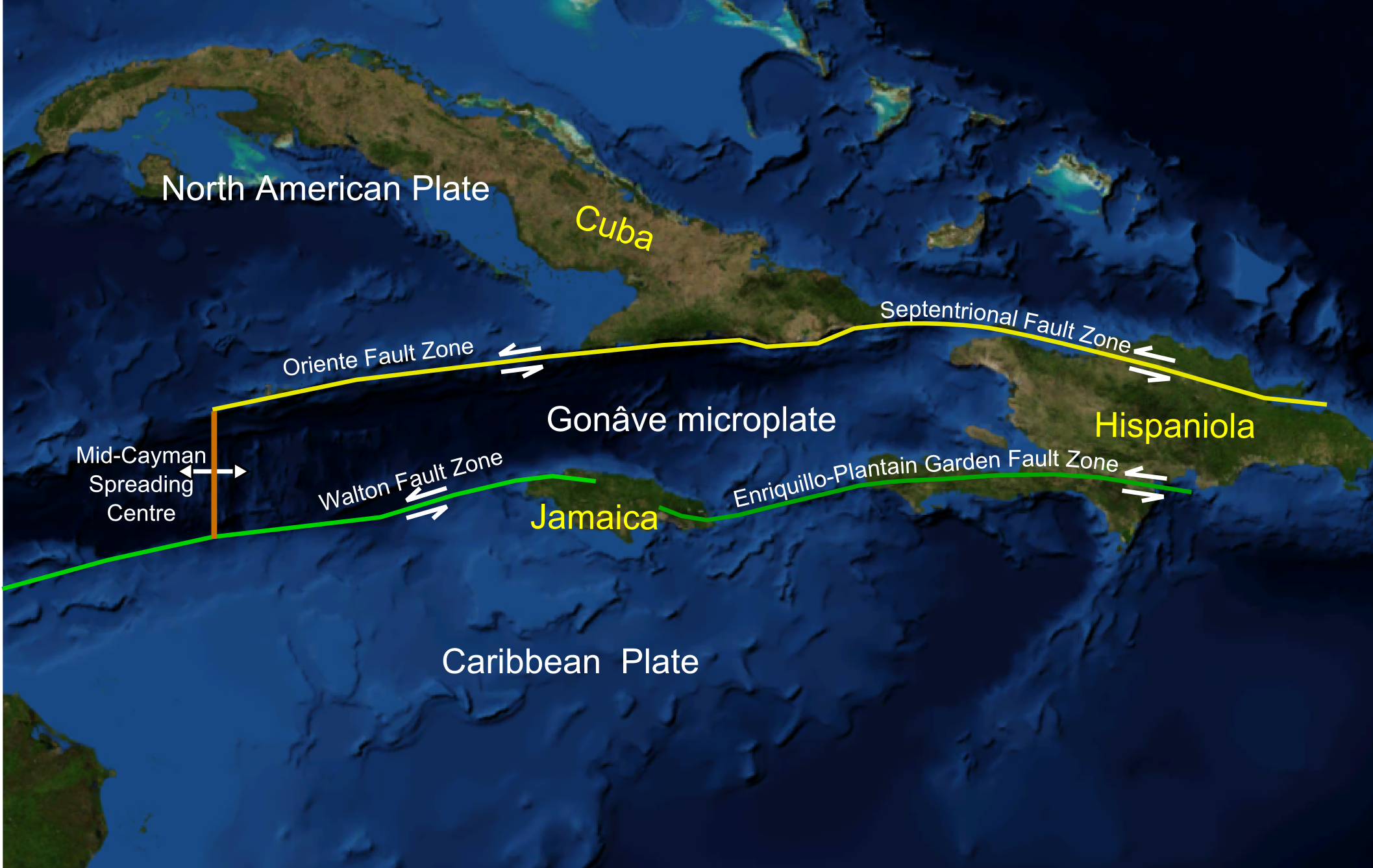
Esquema de plaques tectòniques i falles a l'àrea afectada. Imatge base de Nasa WorldWind sobre l'àrea nord-oest del Carib. (2010)

El terratrèmol d'Haití del 2010, de magnitud 7,0 Mw i centrat aproximadament a 15 km de Port-au-Prince, Haití, va passar a les 21:53:09 UTC dimarts 12 de gener del 2010. El terratrèmol es va originar a una fondària de 10 km (hipocentre). Segons el Servei Geològic dels Estats Units es van registrar una sèrie de moviments de menor intensitat després del principal (rèpliques) que tingueren magnituds d'entre 5,0 i 5,9.
Una gran part de la capital (Port-au-Prince) va quedar destruïda o molt afectada, per exemple el Palau Presidencial i l'edifici de l'Assemblea Nacional. El mateix va passar amb la catedral, el centre penitenciari i com a mínim un hospital. Les Nacions Unides informaren que els quarters generals de la Missió d'Estabilització de l'ONU a Haití (MINUSTAH), ubicades a la capital quedaren col·lapsades.
En els primers instants es calculà que els morts arribarien a les desenes de milers. El cònsol general haitià a Nova York digué que els morts arribarien a 100.000. En els últims dies el recompte augmentà fins als 200.000. El recompte final arribà als 350.000 morts i 250.000 ferits.
El president Haitià René Préval va dir que almenys 7.000 persones van quedar enterrades en massa sota les runes i que el terratrèmol havia afectat gairebé la totalitat de la capital i unes poques zones dels voltants. El músic haitià Wyclef Jean informà a la CNN que li havien dit que el cantant de hip hop Jimmy O. Barikad havia mort en el terratrèmol. Monsenyor Joseph Serge Miot, 63, l'arquebisbe de Port-au-Prince va morir-hi també.

## Geologia
El terratrèmol de 7,0 Mw es va produir terra endins, el 12 de gener de 2010 a les 16:53 (UTC−05:00), aproximadament a 25 km al sud-oest de Port-au-Prince a una profunditat de 13 km en les falles associades al sistema de falles Enriquillo-Plantain i van durar menys de 30 segons. No hi ha proves de ruptura superficial. Amb les dades sismològiques, geològiques i de deformació del sòl, es pot afirmar que no va existir un lliscament lateral important a la falla principal d'Enriquillo. La sacsejada va afectar Port-au-Prince i el seu contorn amb una intensitat IX a l'escala de Mercalli modificada (MM) i es va notar en diversos països i regions circumdants, com a Guantánamo (Cuba), Kingston (Jamaica), Caracas (Veneçuela), San Juan (Puerto Rico) i al sector fronterer amb la República Dominicana (Santo Domingo), amb intensitats entre II i III (MM). Segons el Servei Geològic dels Estats Units, a la zona més afectada hi vivien proximadament 3,5 milions de persones. Va causar danys desde moderats fins a molt greus i va arribar a malmetre fins i tot les estructures resistents als terratrèmols. Els danys produïts van ser més greus que en altres terratrèmols de magnitud similar a causa de la seva superficialitat.
El terratrèmol es va originar al límit nord, allà on la placa tectònica del Carib es desplaça cap a l'est uns 20 mm/any respecte de la placa nord-americana. El sistema de "falles no lliscants" de la regió té dues branques (falles) que recorren l'illa d'Haití: la falla Septentrional-Oriental al nord i la falla Enriquillo-Plantain Garden al sud.
Per la ubicació i el mecanismeme, molt focalitzat, es creu que el terratrèmol es va produir per una ruptura de la falla Enriquillo-Plantain Garden, que havia estat inactiva durant 250 anys, exposada a fortes pressions. Altres estudis han suggerit que el procés de ruptura es va produir per un lliscament en múltiples falles que es van moure lateralment en profunditat al llarg o a prop de la zona de falla principal Enriquillo-Plantain Garden.
La ruptura va tenir un abast de 65 km de longitud amb un lliscament mitjà d'1,8 metres. L'anàlisi preliminar de la distribució del lliscament va tenir amplituds màximes que s'acostaven al 4 m.
Un estudi de risc sísmic del 2007 (C. DeMets i M. Wiggins-Grandison) va assenyalar que la zona de falla Enriquillo-Plantain Garden podria estar al final del seu cicle sísmic i va predir que en el pitjor dels casos la magnitud pdria ser de 7,2 Mw.

## Antecedents històrics
L'Hispaniola, que comparteixen Haití i la República Dominicana, és sismològicament activa i ha experimentat terratrèmols significatius i devastadors en el passat.
Un sisme la va estremir l'any 1751 quan estava sota control francès i un altre sisme el 1770 de magnitud 7,5 en l'escala de Ritcher va devastar Port-au-Prince per complet. Segons l'historiador francès Moreau de San-Méry, "mentre que cap edifici no va sofrir danys a Port-au-Prince durant el terratrèmol del 18 octubre de 1751, la ciutat sencera va col·lapsar durant el terratrèmol del 3 de juny de 1770".
La ciutat de Cap-Haïtien, així com altres del nord d'Haití i la República Dominicana, van quedar destruïdes pel terratrèmol del 7 de maig de 1842.
Durant el 1887 i el 1904 es van produir dos terratrèmols, un per any, al nord del país, causant «danys majors».
El 1946, un terratrèmol de magnitud 8,0 es va registrar a la República Dominicana, afectant també Haití. Aquest sisme va produir un tsunami que va matar a 1.790 persones.
Un estudi de prevenció de terratrèmols realitzat el 1992 va establir com a conclusió la possibilitat que la falla d'Enriquillo pogués ser al final del seu cicle sísmic i va pronosticar un escenari, en el pitjor dels casos, d'un terratrèmol de magnitud 7,2, similar en magnitud al terratrèmol de Jamaica de 1692.
Paul Mann i un equip d'estudi va presentar el 2006 una avaluació de risc en la falla d'Enriquillo en la 18a Conferència Geològica del Carib el març de 2008, tenint en compte de la gran tensió, l'equip va recomanar "d'alta prioritat" els estudis històrics de moviments sísmics, com la de falla que va ser totalment bloquejada i havia registrat alguns terratrèmols en els últims 40 anys. Un article publicat al diari Le Matin d'Haití el setembre de 2008 mostrava els comentaris citats pel geòleg Charles Patrick que hi havia un alt risc de major activitat sísmica a Port-au-Prince.

## Morts
El terratrèmol d'Haití va provocar desenes de milers de morts, destrucció i caos a la capital (Port au Prince) del país més pobre del continent americà.

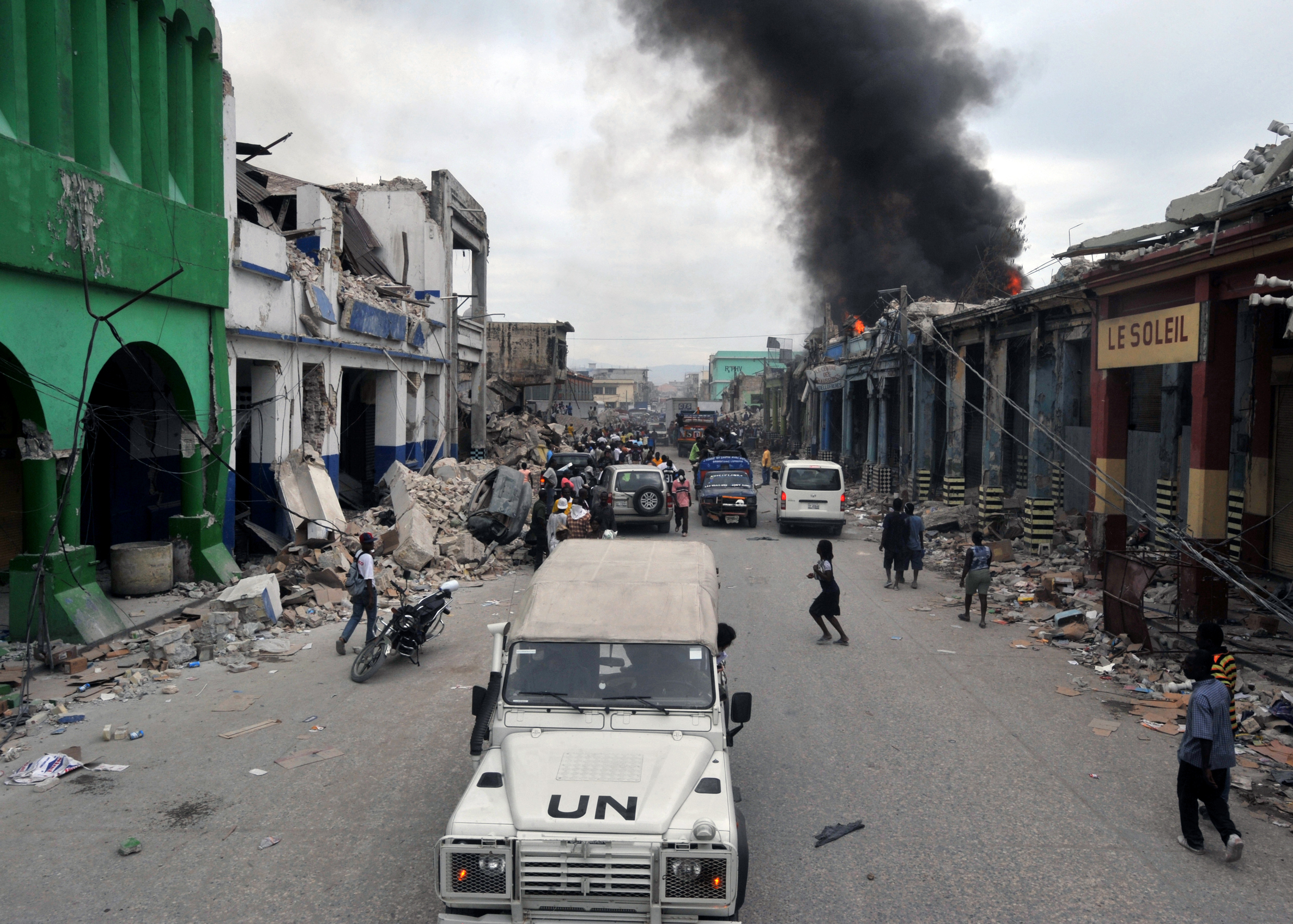
Escena al barri de Bel-Air a Port-au-Prince, poc després del terratrèmol.

Segons les autoritats del país, les primeres estimacions calculaven una xifra de morts de fins a les 200.000 víctimes. Paul Antoine Bien Aime, ministre de l'interior haitià va indicar: "Ja hem comptabilitzat al voltant de 50.000 cadàvers i anticipem que hi haurà entre 100.000 i 200.000 morts en total, tot i que mai sabrem la xifra exacte" va declarar a Reuters.
A més, el secretari d'Estat de seguretat pública Aramick Louis va informar que en aquells moments ja haurien estat enterrats 40.000 cadàvers en fosses comunes.
Amb aquestes xifres, el terratrèmol de 7,0 º a l'escala de Richter que ha deixat quasi destruïda la nació caribenya més pobra d'Amèrica, esdevenia un dels 10 terratrèmols més mortífers dels que s'ha tingut constància.

## Danys als edificis
La zona sud-est del país (la més afectada pel terratrèmol) va quedar totalment destrossada: a Port-au-Prince, els edificis més importants afectats varen ser el Palau Nacional, un hospital de Petionville (un barri perifèric de la ciutat), la catedral, i la caserna general de la Missió d'Estabilització d'Haití.

## Situació dia a dia

### Situació a 15 de gener
Més de 250.000 persones, segons una estimació de l'ONU, es troben sense sostre, és a dir un 10% de la població de Port-au-Prince. Al voltant del 30% dels edificis de la capital (infraestructures, ambaixades, hospitals..) han estat enfonsats o han estat danyats, segons l'agència de l'ONU d'Estratègia internacional de prevenció de catàstrofes naturals. Una trentena de països participen en les feines de rescat, s'han donat pillatges i incendis.

### Situació a 16 de gener
Segons el president René Préval "La desesperació dels afectats obliga a repartir l'ajut amb escorta". Una rèplica de magnitud 6 va sacsejar el dia 15 de gener tot el país. S'han recomptat ja 7.000 cadàvers. Quasi cap equip de bombers pot posar en marxa les grues hidràuliques per desenrunar, ja que no poden arribar gaire més enllà d'una desena de quilòmetres al voltant de l'aeroport. Per això la runa es treu a mà. La població haitina marxa massivament cap a la veïna República Dominicana on el terratrèmol no va produir danys.

### Situació a 17 de gener
La situació s'agreuja, ja que es tem que es produeixin accidents violents a causa de la gana. També es pateix per les epidèmies, com ara la del còlera, i infeccions que puguin proliferar en les properes hores. Es comença a organitzar el repartiment d'aliments, mentre que l'ONU ho qualifica com una catàstrofe històrica i les seves principals preocupacions són el transport, les comunicacions i la manca de benzina.